# Gułag (utwór)
Gułag (ang. Gulag. A History) – wydana w 2003 roku publikacja Anne Applebaum dotycząca historii systemu obozów pracy przymusowej w ZSRR (gułagów) od powstania pierwszych obozów więziennych po ich likwidację. Poza przyczynami powstania i ekonomią łagrów można znaleźć również opis transportu do obozu i sposoby w jaki ukrywano je przed państwami ościennymi. Książka została uhonorowana w 2004 roku Nagrodą Pulitzera. W Polsce Gułag wydało wydawnictwo Świat Książki. 